# قايدو هوفمان
قايدو هوفمان (بالألمانية: Guido Hoffmann)‏ (20 ديسمبر 1965 في ألمانيا - ) هو مدرب كرة قدم ولاعب كرة قدم ألماني في مركز الوسط. لعب مع إنيرجي كوتبوس وباير 04 ليفركوزن وبوروسيا مونشنغلادباخ وفالدهوف مانهايم وفيهين فيسبادن ولوكوموتيف لايبزيغ ونادي أومونيا ونادي كايزرسلاوترن ونادي هامبورغ 08 وVfB Leipzig ‏.

## وصلات خارجية
- قايدو هوفمان على موقع قاعدة بيانات كرة القدم.إي يو (الإنجليزية)
- قايدو هوفمان على موقع بيانات كرة القدم. دي إي (الألمانية)
- قايدو هوفمان على موقع عالم كرة القدم.نت (الإنجليزية)